# Discourse
Discourse — интернет-форум с открытым исходным кодом и программное обеспечение для управления списком рассылки, созданное в 2013 году Jeff Atwood, Robin Ward, and Sam Saffron. Discourse получил финансирование от First Round Capital и Greylock Partners. Приложение написано на JavaScript и Ruby on Rails и использует Ember.js фреймворк. PostgreSQL служит в качестве базы данных.
С точки зрения юзабилити Discourse пытается значительно улучшить программное обеспечение существующих форумов, включив такие функции как: бесконечная прокрутка, мгновенное обновления, расширение ссылок и загрузка вложений. Однако заявленные цели проекта являются скорее социальными, чем техническими, и предназначены скорей для улучшения качества онлайн-обсуждения с помощью улучшенного программного обеспечения для форумов.
Исходный код распространяется под лицензией версии GNU General Public License version 2. Поэтому Дискурс может быть организован кем угодно. В качестве альтернативы услугу хостинга можно приобрести у компании основателей. По состоянию на октябрь 2017 года более 700 предприятий или инстанций выбрали этот вариант. В мае 2017 года Джефф Этвуд, один из основателей, рассказал в интервью, что компания генерирует в то время около 120 000 долларов в месяц. С деньгами компания платит зарплату своим штатным сотрудникам, которые поддерживают программное обеспечение и разрабатывают новые функции, которые приносят пользу тем, кто самостоятельно организует программное обеспечение с открытым исходным кодом. Это пример бизнес-модель с открытым исходным кодом, где компания продает профессиональные услуги желающим клиентам.

## Особенности
Discourse предназначен для сенсорных устройств высокого разрешения и имеет широкий спектр функций, доступных как для размещенных, так и для самостоятельных сайтов.
Пользователи получают немедленные уведомления, когда другой участник отвечает, цитирует, отправляет личное сообщение, упоминает имя или ссылки на сообщения другого участника. Новые сообщения и темы появляются автоматически на экране в режиме реального времени.
Изображения можно загружать, перетаскивать или вставлять. Большие изображения автоматически уменьшаются до миниатюр с задействованием модельных окон..
Discourse поддерживает OpenGraph и oEmbed. URL-адреса с внешних веб-сайтов, которые поддерживают эту технологию, будут автоматически расширяться, чтобы предоставить краткое описание URL-адреса.
Discourse также дает сообществам координировать усилия с помощью системы жалоб, которая автоматически скрывает неподходящие сообщения до тех пор, пока они не будут рассмотрены сотрудниками.

#### Повествовательный бот[12]
Discobot — это настраиваемый бот, целью которого является научить новых пользователей, интерактивно использовать многие функции платформы, такие как создание закладок  на темы и отдельные сообщения, добавление ссылок, смайликов, имен пользователей, добавление фотографий, пометок на понравившиеся сообщения и использование функции поиска.

#### Теги[13]
Discourse обеспечивает расширенный функционал при работе с тегами. При создании тем пользователи могут помечать темы одним или несколькими тегами, автоматически смотреть теги по желанию, перечислять все теги и фильтровать темы по тегам. Поддерживаются синонимы тегов. Администраторы сайта могут решить, разрешить ли пользователям создавать новые теги, какие теги можно использовать в том или ином разделе форума, а также создавать теги групп.

#### Группы[14]
При установке Discourse создает автоматические группы с различными разрешениями, полезными для управления сайтом в качестве администраторов, модераторов, сотрудников (администраторы и модераторы), и различные уровни доверия для пользователей.
Discourse также позволяет создавать пользовательские группы. Эти группы являются настраиваемыми и могут быть сделаны частными или общедоступными. В зависимости от выбранных параметров, группы могут быть видны всем или только членам группы. Пользователи могут свободно присоединиться к группе или отправить запрос на добавление владельцу группы. Пользователи также могут быть добавлены в группу по приглашению или автоматически добавлены с помощью почтового домена, который соответствует одному из разрешенных списков.

## Discourse APP
Discourse APP — официальное приложение с открытым исходным кодом написанное на React Native для работы на Android и iOS. Оно было выпущено в ноябре 2016 года и позволяет пользователям отслеживать новые и непрочитанные сообщения и уведомления на нескольких сайтах Discourse. Уведомления в режиме реального времени являются родными для официально размещенных форумов Discourse.
В октябре 2017 года было выпущено неофициальное приложение, позволяющее самостоятельным форумам Discourse создавать собственное приложение для брендов и развертывать его на рынке Google Play и App Store. Приложение разработано pmusaraj, который является долгосрочным пользователем Discourse и автором плагина.

## Требования к серверу
Следующее программное обеспечение требуется на сервере для запуска Discourse:
- Ruby
- Rails
- libxml2
- PostgreSQL
- Redis
- ImageMagick

## Использование
- Atom[17]
- Diaspora[18]
- Docker[19]
- Gitlab[20]
- Metallica[21]
- Mozilla[22]
- .NET Foundation[23]
- Nextcloud[24]
- Public administrations[25]
- Rust (язык программирования)[26]
- SitePoint[27]
- SmartThings[28]
- Twitter[29]
- Toxu[30]
- Western Digital[31]